# Alekséi Borovói
Alekséi Alekséyevich Borovói (en ruso Алексе́й Алексе́евич Борово́й) (Moscú, Imperio ruso, 30 de octubre de 1875-Vladímir, Unión Soviética, 21 de noviembre de 1935) fue un escritor, orador, profesor y propagandista anarcoindividualista ruso.

## Biografía
Borovói nació el 30 de octubre de 1875 en Moscú. Desde 1906 comenzó a dar discursos sobre el anarquismo en diferentes ciudades rusas.
Escapó a Francia en 1910 para huir de la persecución estatal, que lo acusaba de propaganda contra el estado. Después de regresar a Rusia, Borovói obtuvo trabajo como profesor de economía, política e historia en la Universidad Popular de Rusia y en el Colegio Libre de Ciencias Sociales, fundado por anarquistas franceses. Debido a su influencia, Borovói comenzó a interesarse en el sindicalismo francés. Publicó el libro La creatividad reolucionaria y el parlamento en  1917.
En abril de 1917 Borovói coorganiza la Federación de Uniones de Trabajadores de Trabajo Intelectual, la cual unía a profesores, doctores, etc, y también editó su publicación Klich —«La llamada»—. En 1918 publicó Anarquismo, donde afirma que "la importancia principal no se la da al anarquismo como objetivo sino a la anarquía como la búsqueda constante de ese objetivo". Manifiesta allí que "Ningún ideal social, desde el punto de vista del anarquismo, puede ser descrito como absoluto en el sentido de que se supone que es la corona de la sabiduría humana, el fin de la búsqueda social y ética del hombre.
En la privavera de 1918 Borovói funda la Unión de Propaganda Ideológica del Anarquismo y su publicación Zhizn, «Vida». Este periódico fue cerrado por las autoridades soviéticas en el verano de 1918 junto con otros órganos de propaganda anarquista. Hasta 1922 organiza discursos sobre la historia y teoría del anarquismo, y participa en la publicación de literatura anarquista clásica. En 1921 publicó El individuo y la sociedad desde el punto de vista anarquista. En el otoño de 1922 se le quita su posición de profesor y se le prohíbe ejercer esta profesión. En mayo de 1929 Borovói fue arrestado por el OGPU y en julio 12 la conferencia principal del OGPU lo sentenció a tres años de exilio a Vyatka. Pasa los últimos años de su vida en Vladímir trabajando como contable, en aislamiento y pobreza. Borovói muere el 21 de noviembre de 1935.